# Estádio Gil Bernardes da Silveira
O Estádio Gil Bernardes da Silveira, também conhecido como Toca do Índio, é um estádio de futebol que fica localizado no bairro de Itapoã, Vila Velha, no estado do Espírito Santo. É pertencente ao Esporte Clube Tupy e tem capacidade para 1.000 pessoas.
A área onde o estádio foi construído foi doada pelo ex-prefeito de Vila Velha Américo Bernardes e por sua esposa Marina Barcellos em 1967. O estádio recebe o nome de Gil Bernardes da Silveira, pai de Américo Bernardes, considerado um dos maiores nomes da história do Tupy.

## Estrutura
Campo de Futebol de medida 105 x 68 m, três sanitários, três vestiários, um vestiário para árbitros, uma cozinha, bar, secretaria, sala  de reunião, cabines de rádio e televisão.

## Galeria

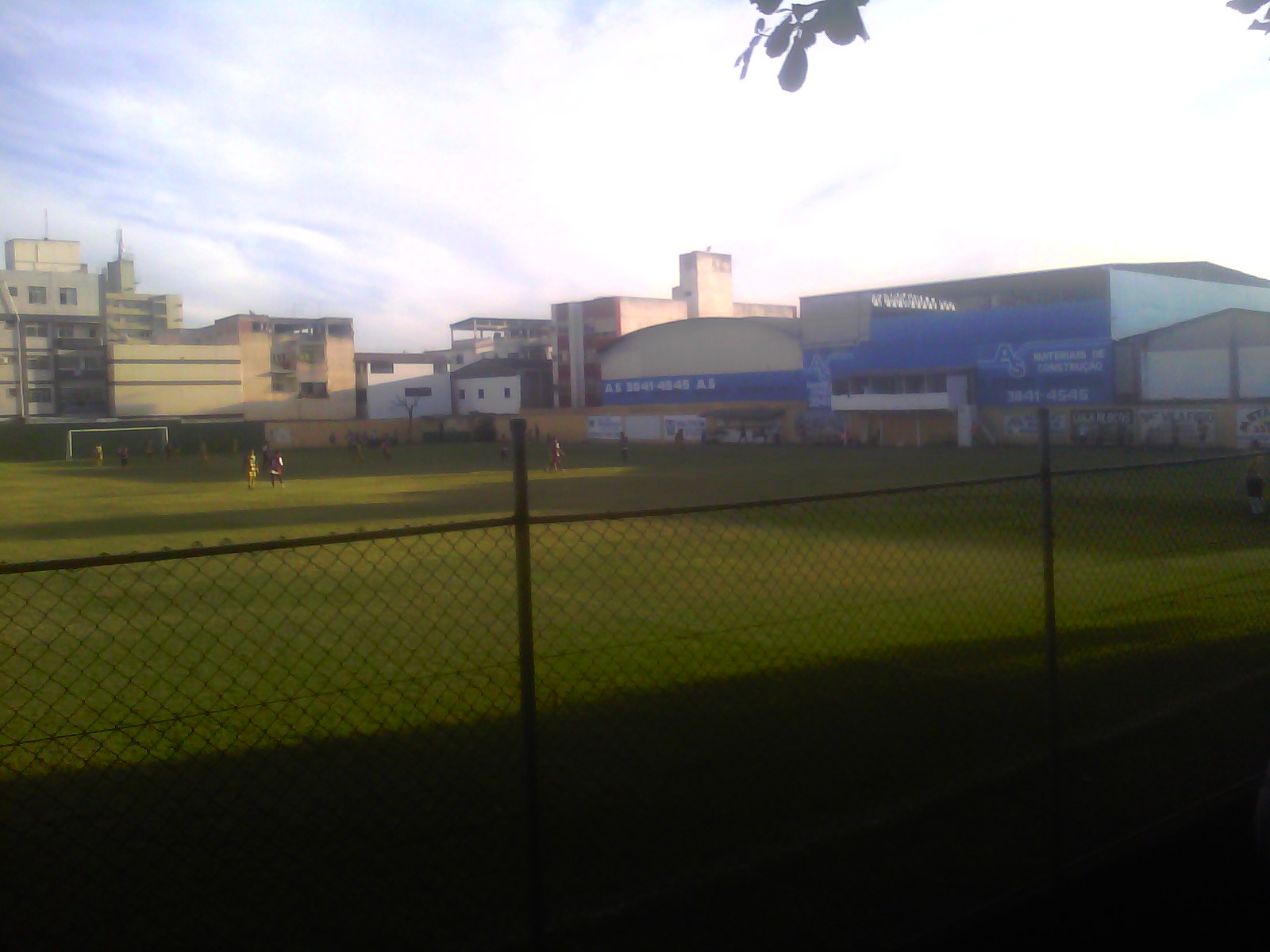
Gramado do estádio.
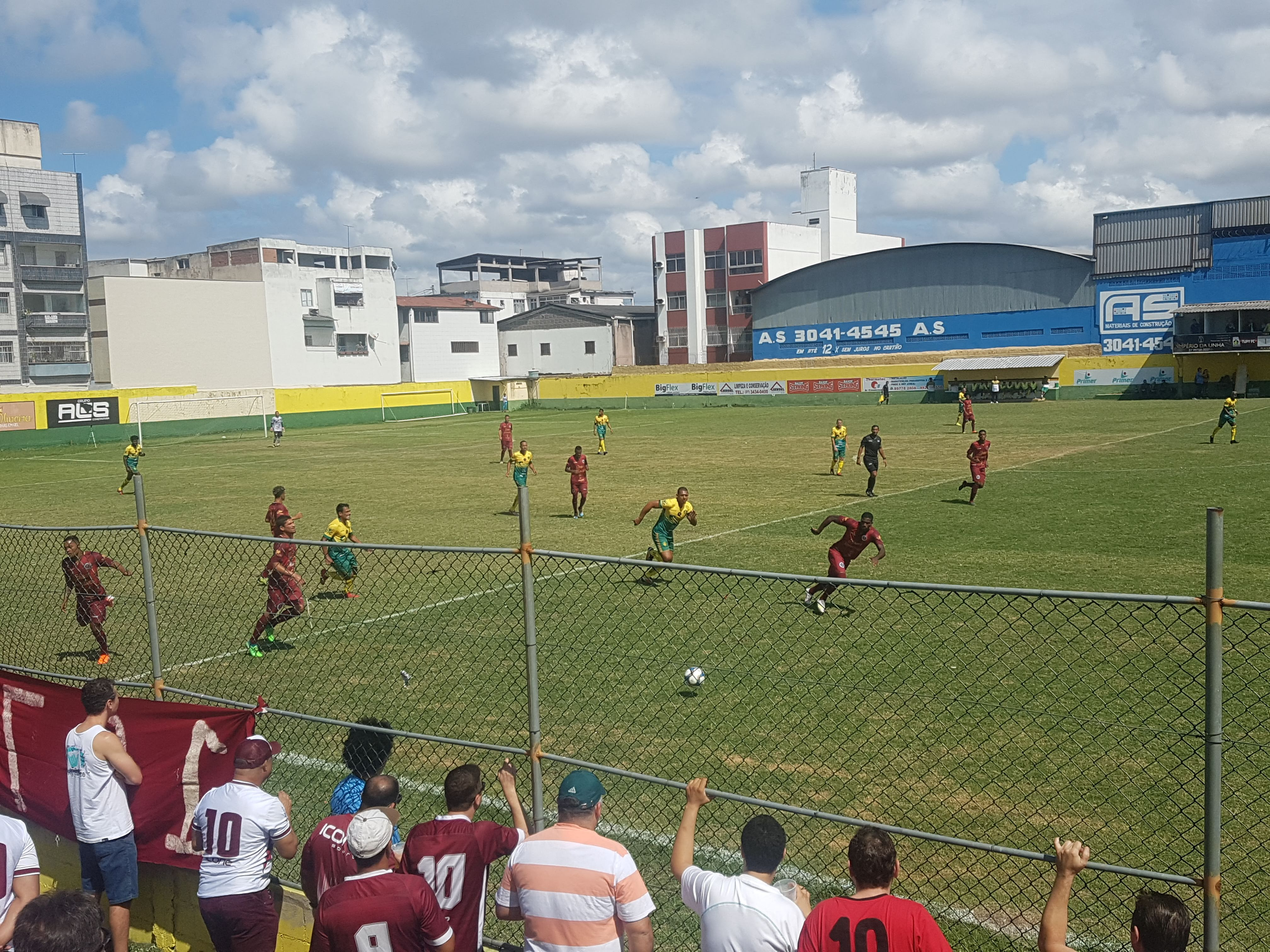
Vista a partir das arquibancadas .
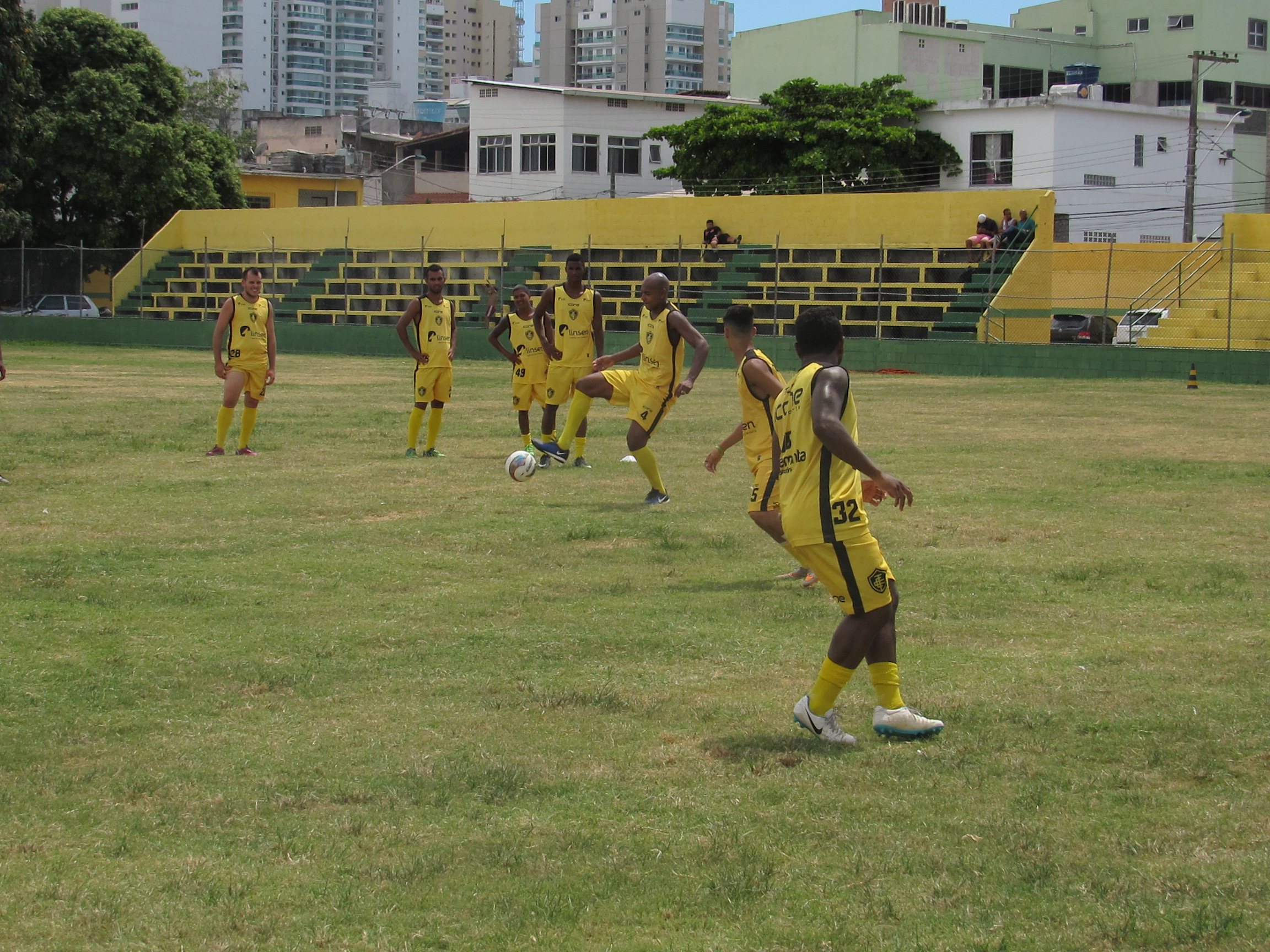
Jogadores em treino no estádio com as arquibancadas ao fundo.
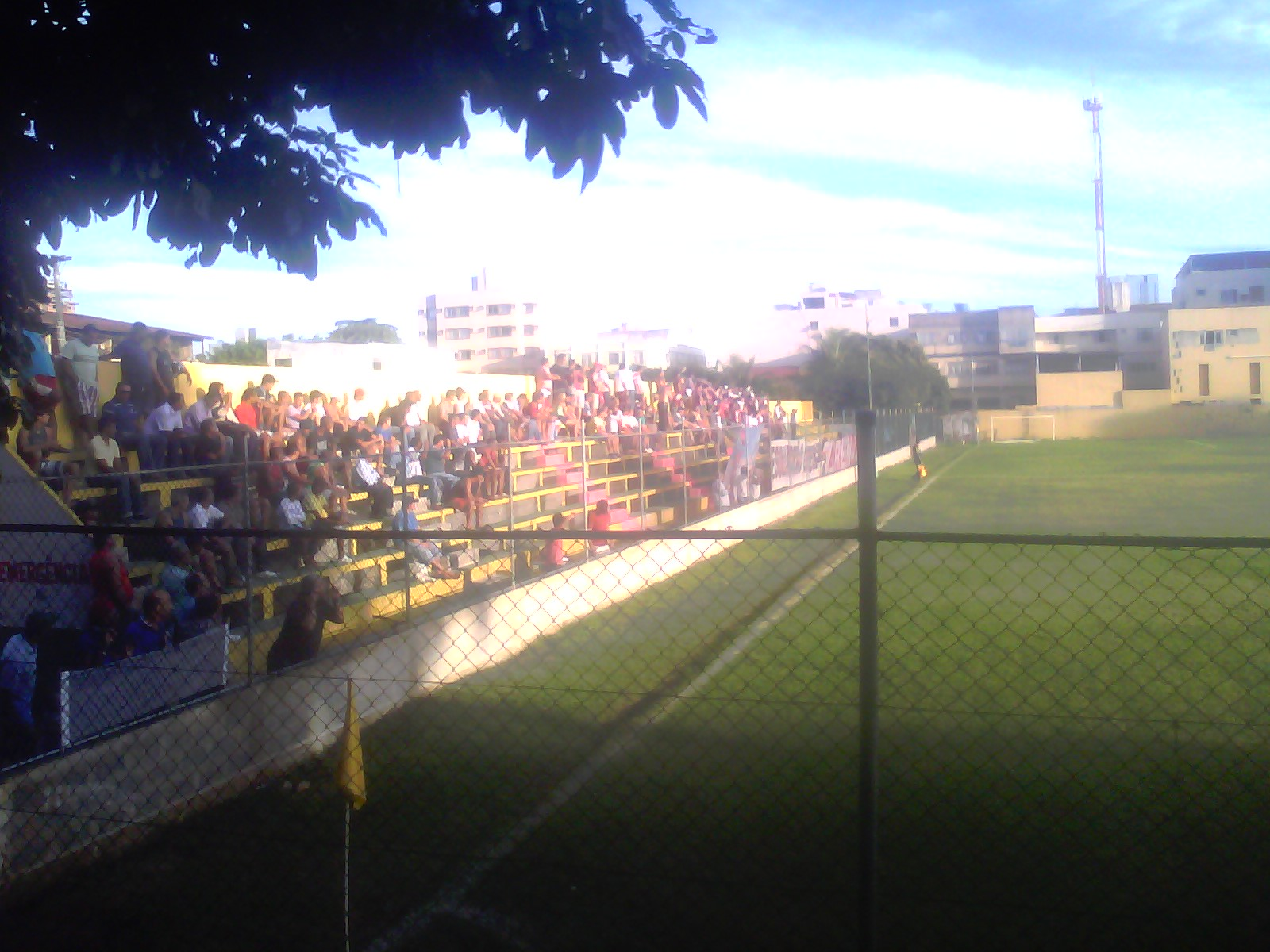
Arquibancada durante partida entre o Grêmio Laranjeiras e a Desportiva Ferroviária.